# Liste des ambassadeurs de France à Saint-Vincent-et-les-Grenadines
La représentation diplomatique de la République française à Saint-Vincent-et-les-Grenadines est située à l'ambassade de France à Castries, capitale de Sainte-Lucie, et son ambassadeur est, depuis 2022, Francis Etienne.

## Représentation diplomatique de la France
Saint-Vincent-et-les-Grenadines est indépendante du Royaume-Uni depuis le 27 octobre 1979. Les relations diplomatiques avec la France n'ont été établies qu'après l'adhésion de cet État à l'Organisation des États de la Caraïbe orientale, en 1981. Les relations politiques entre les deux pays restent néanmoins modestes.

## Ambassadeurs de France à Saint-Vincent-et-les-Grenadines
| De   | À    | Ambassadeur                 | Résidence      |
| ---- | ---- | --------------------------- | -------------- |
| 1982 | 1984 | Françoise Claude-Lafontaine | Port-d'Espagne |
| 1984 | 1987 | Gilbert Bochet              | Castries       |
| 1987 | 1990 | René Bucco-Riboulat         | Castries       |
| 1990 | 1992 | Jean-Paul Schricke          | Castries       |
| 1992 | 1996 | Sylvie Alvarez              | Castries       |
| 1996 | 1998 | Hélène Dubois               | Castries       |
| 1998 | 2000 | Claude Losguardi            | Castries       |
| 2000 | 2003 | Henri Vidal                 | Castries       |
| 2003 | 2006 | Bernard Venzo               | Castries       |
| 2006 | 2009 | Michèle Sauteraud           | Castries       |
| 2009 | 2013 | Michel Prom                 | Castries       |
| 2013 | 2016 | Éric de La Moussaye         | Castries       |
| 2016 | 2022 | Philippe Ardanaz            | Castries       |
| 2022 | auj. | Francis Etienne             | Castries       |

## Consulats
Saint-Vincent-et-les-Grenadines dépend de la circonscription consulaire de Sainte-Lucie. La section consulaire est située à Castries, la capitale de Sainte-Lucie, mais il existe un consul honoraire exerçant à Kingstown (Saint-Vincent) : Jean-Marc Truchot.

### Circonscriptions électorales
Pour l'élection à l'Assemblée des Français de l'étranger, Antigua-et-Barbuda, la Dominique, la Grenade, Saint-Christophe-et-Niévès, Sainte-Lucie et Saint-Vincent-et-les-Grenadines appartiennent à la circonscription électorale de Port-au-Prince comprenant aussi les Bahamas, la Barbade, Cuba, la République dominicaine, Haïti, la Jamaïque et Trinité-et-Tobago (1 siège).
Pour l'élection des députés des Français de l’étranger, Antigua-et-Barbuda, la Dominique, la Grenade, Saint-Christophe-et-Niévès, Sainte-Lucie et Saint-Vincent-et-les-Grenadines dépendent de la 2e circonscription.